# Advances in Complex Systems
Advances in Complex Systems (ACS) är en vetenskaplig tidskrift om komplexa system som utkommer en gång i kvartalet sedan mars 1998. Tidskriften är tvärvetenskaplig och täcker bland annat fält som biologi, fysik, datavetenskap, ekonomi, psykologi och samhällsvetenskap.